# アークトゥルス・ストリーム
アークトゥルス・ストリーム（アークトゥルス運動星団とも）は、アークトゥルスが所属する恒星ストリームである。アークトゥルスと固有運動が類似している近隣の恒星たちもこの恒星ストリームと関連している。
このストリームは1971年に発見され、アングロ・オーストラリアン天文台のQuentin Parkerによる視線速度調査で詳細に調べられた。
このストリームに所属する恒星は銀河系平面と軌道面を共有しておらず、かつて銀河系に吸収されてしまった衛星矮小銀河の残骸であるとする説がある。ストリームは重元素に乏しい古い星から成る。しかしながら、Bensbyらの分析では、ストリームに属する恒星を含む太陽近傍のF型・G型主系列星の組成には違いが無いとしている。このことはストリームの起源が銀河系外というよりもむしろ銀河系内にあることを示唆している。ガイア計画のデータを用いたKushnirukらの研究では、アークトゥルス・ストリームの恒星が銀河系外に起源を持つ可能性は低く、銀河系内の恒星が外部からの擾乱によって位相空間の特定範囲に集められることで生じた可能性が高いとしている。
つる座κ星、かに座27番星、こぎつね座α星、うみへび座RT星もこのストリームに所属している。